# Piaye à ventre noir
Piaya melanogaster
Espèce
Statut de conservation UICN

 LC  : Préoccupation mineure
Le Piaye à ventre noir (Piaya melanogaster) est une espèce d'oiseau de la famille des Cuculidae. C'est une espèce monotypique (non subdivisée en sous-espèces).

## Répartition

Son aire de répartition s'étend à travers la forêt amazonienne.